# Halysidota semibrunnea
Halysidota semibrunnea là một loài bướm đêm thuộc phân họ Arctiinae, họ Erebidae.